# Gran Premio de Checoslovaquia de Motociclismo de 1980
El Gran Premio de Checoslovaquia de Motociclismo de 1980 fue la novena prueba de la temporada 1980 del Campeonato Mundial de Motociclismo. El Gran Premio se disputó el 17 de agosto de 1980 en el Circuito de Brno.

## Resultados 350cc
Gracias a la victoria en esta Gran Premio, segunda de la temporada para él, y al décimo puesto del sudafricano Jon Ekerold, el alemán Anton Mang empata a puntos con Ekerold en lo alto de la clasificación general . Todo se decidirá en la última carrera: Gran Premio de Checoslovaquia. Completaron el podio el francés Jean-François Baldé y el australiano Jeffrey Sayle.
| Pos. | Piloto              | Equipo           | Tiempo     | Pts. |
| ---- | ------------------- | ---------------- | ---------- | ---- |
| 1    | Anton Mang          | Krauser-Kawasaki | 49'00"7    | 15   |
| 2    | Jean-François Baldé | Kawasaki         | 49'55"2    | 12   |
| 3    | Jeffrey Sayle       | Yamaha           | 50'07"9    | 10   |
| 4    | Jacques Cornu       | Yamaha           | 50'08"2    | 8    |
| 5    | Jacques Bolle       | Yamaha           | 50'16"2    | 6    |
| 6    | Tony Head           | Yamaha           | 50'43"2    | 5    |
| 7    | Loris Reggiani      | Bimota-Yamaha    | 50'51"0    | 4    |
| 8    | Massimo Matteoni    | Bimota-Yamaha    | 50'51"3    | 3    |
| 9    | Carlos Lavado       | Bimota-Yamaha    | 50'56"4    | 2    |
| 10   | Jon Ekerold         | Bimota-Yamaha    | 50'56"7    | 1    |
| 11   | Éric Saul           | Bimota-Yamaha    | 51'07"2    |      |
| 12   | Ernst Fagerer       | Yamaha           | 51'08"7    |      |
| 13   | Eero Hyvärinen      | Yamaha           | 51'13"1    |      |
| 14   | Graeme McGregor     | Yamaha           | 51'13"5    |      |
| 15   | Siegfried Minich    | Yamaha           | 51'18"49   |      |
| 16   | Roland Kopf         | Yamaha           | 51'47"3    |      |
| 17   | Yoshimasa Matsumoto | Yamaha           | 51'58"8    |      |
| 18   | René Delaby         | Yamaha           | 52'23"44   |      |
| 19   | Murray Sayle        | Yamaha           | 52'43"8    |      |
| 20   | Reino Eskelinen     | Yamaha           | 52'45"2    |      |
| 21   | Armand Gras         | Yamaha           | 52'50"2    |      |
| 22   | Didier de Radiguès  | Yamaha           | +1 Vuelta  |      |
| 23   | Alain Röthlisberger | Yamaha           | +2 Vueltas |      |
| Ret  | Walter Villa        | Adriatica-Yamaha | Ret        |      |
| Ret  | Johnny Cecotto      | Bimota-Yamaha    | Ret        |      |
| Ret  | Pekka Nurmi         | Yamaha           | Ret        |      |
| Ret  | János Drapál        | Yamaha           | Ret        |      |
| Ret  | Roland Freymond     | Bimota-Yamaha    | Ret        |      |
| Ret  | Gustav Reiner       | Yamaha           | Ret        |      |
| Ret  | Thierry Espié       | Bimota-Yamaha    | Ret        |      |
| Ret  | Reinhold Roth       | Yamaha           | Ret        |      |
| Ret  | Chas Mortimer       | Yamaha           | Ret        |      |
| Ret  | Keith Huewen        | Yamaha           | Ret        |      |
| Ret  | Bohumil Staša       | Yamaha           | Ret        |      |
| Ret  | Tony Rogers         | Yamaha           | Ret        |      |
| Ret  | Edi Stöllinger      | Kawasaki         | Ret        |      |
| Ret  | Hervé Guilleux      | BUT              | Ret        |      |
| Ret  | Peter Baláž         | Yamaha           | Ret        |      |

## Resultados 250cc
Con el título del cuarto de litro ya asignado matemáticamente hace dos carreras, el nuevo campeón mundial Anton Mang obtuvo la cuarta victoria de la temporada, por delante del sudafricano Kork Ballington y del francés Jean-François Baldé.
| Pos. | Piloto                 | Moto             | Tiempo    | Pts. |
| ---- | ---------------------- | ---------------- | --------- | ---- |
| 1    | Anton Mang             | Krauser-Kawasaki | 43'01"0   | 15   |
| 2    | Kork Ballington        | Kawasaki         | 43'20"5   | 12   |
| 3    | Jean-François Baldé    | Kawasaki         | 43'48"5   | 10   |
| 4    | Roland Freymond        | Ad Maiora        | 43'49"3   | 8    |
| 5    | Hans Müller            | Yamaha           | 44'14"6   | 6    |
| 6    | Thierry Espié          | Yamaha           | 44'15"0   | 5    |
| 7    | Edi Stöllinger         | Kawasaki         | 44'15"5   | 4    |
| 8    | André Gouin            | Yamaha           | 44'16"0   | 3    |
| 9    | Walter Villa           | Yamaha           | 44'16"5   | 2    |
| 10   | Jean-Louis Tournadre   | Yamaha           | 44'30"6   | 1    |
| 11   | Jean-Marc Toffolo      | Yamaha           | 44'31"1   |      |
| 12   | Chas Mortimer          | Cotton-Rotax     | 44'35"6   |      |
| 13   | René Delaby            | Yamaha           | 44'40"0   |      |
| 14   | Siegfried Minich       | Yamaha           | 44'40"6   |      |
| 15   | Jean-Louis Guignabodet | Kawasaki         | 44'41"7   |      |
| 16   | Alain Béraud           | Yamaha           | 44'46"5   |      |
| 17   | Eero Hyvärinen         | Yamaha           | 45'09"2   |      |
| 18   | Stefan Klabacher       | Kawasaki         | 45'10"1   |      |
| 19   | Roland Kopf            | Yamaha           | 45'11"0   |      |
| 20   | Tony Head              | Yamaha           | 45'16"6   |      |
| 21   | Jean-Jacques Peyre     | Yamaha           | 45'18"2   |      |
| 22   | Klaas Hernamdt         | Yamaha           | 45'32"3   |      |
| 23   | Olivier Liégeois       | Yamaha           | 45'51"2   |      |
| 24   | Bruno Lüscher          | Yamaha           | 45'56"1   |      |
| 25   | Thierry Laurens        | Yamaha           | 46'04"8   |      |
| 26   | Guy Batesti            | Yamaha           | 46'16"3   |      |
| 27   | Fernando González      | Yamaha           | +1 Vuelta |      |
| Ret  | Pierre Tocco           | Yamaha           | Ret       |      |
| Ret  | Bernard Gatti          | Yamaha           | Ret       |      |
| Ret  | Reinhold Roth          | Yamaha           | Ret       |      |
| Ret  | Karl-Thomas Grässel    | Yamaha           | Ret       |      |
| Ret  | Guy Bertin             | MBA              | Ret       |      |
| Ret  | Sauro Pazzaglia        | Ad Maiora        | Ret       |      |
| Ret  | Paolo Ferretti         | Yamaha           | Ret       |      |
| Ret  | Pekka Nurmi            | Yamaha           | Ret       |      |
| Ret  | Éric Saul              | Yamaha           | Ret       |      |
| Ret  | Wolfgang von Muralt    | Yamaha           | Ret       |      |
| Ret  | Carlos Lavado          | Yamaha           | Ret       |      |
| Ret  | Jacques Cornu          | Yamaha           | Ret       |      |
| Ret  | Bruno Kneubühler       | Yamaha           | Ret       |      |

## Resultados 125cc
Gracias a la retirada del español Ángel Nieto, el pilota italiano Pier Paolo Bianchi le valió un quinto puesto para asegurarse de manera matemática el título de campeón mundial. En la carrera, se impuso el francés Guy Bertin que entró por delante del italiano Maurizio Massimiani y del austríaco  Hans Müller.
| Pos. | Piloto              | Moto       | Tiempo     | Pts. |
| ---- | ------------------- | ---------- | ---------- | ---- |
| 1    | Guy Bertin          | Motobécane | 46'00"5    | 15   |
| 2    | Maurizio Massimiani | Minarelli  | 46'00"6    | 12   |
| 3    | Hans Müller         | MBA        | 46'07"2    | 10   |
| 4    | Bruno Kneubühler    | MBA        | 46'09"9    | 8    |
| 5    | Pier Paolo Bianchi  | MBA        | 46'36"1    | 6    |
| 6    | János Drapál        | Morbidelli | 46'36"6    | 5    |
| 7    | Harald Bartol       | MBA        | 46'49"3    | 4    |
| 8    | Ivan Palazzese      | MBA        | 47'05"5    | 3    |
| 9    | Rolf Blatter        | MBA        | 47'15"0    | 2    |
| 10   | Stefan Dörflinger   | Morbidelli | 47'30"0    | 1    |
| 11   | Walter Koschine     | MBA        | 47'36"3    |      |
| 12   | Michel Galbit       | MBA        | 48'06"3    |      |
| 13   | Hans-Jürgen Hummel  | MBA        | 48'09"5    |      |
| 14   | Martin van Soest    | MBA        | 48'10"1    |      |
| 15   | Fernando González   | MBA        | 48'45"8    |      |
| 16   | Alfred Waibel       | MBA        | 48'46"1    |      |
| 17   | Hagen Klein         | Hess       | 48'53"1    |      |
| 18   | Chris Baert         | MBA        | 48'54"2    |      |
| 19   | Johnny Wickström    | Morbidelli | 48'56"2    |      |
| 20   | Per-Edvard Carlsson | MBA        | 48'59"6    |      |
| 21   | Stefan Janssen      | Morbidelli | 49'18"3    |      |
| 22   | Italo Zerbini       | MBA        | 49'22"4    |      |
| 23   | René Rénier         | MBA        | 49'23"2    |      |
| 24   | Gerhard Waibel      | MBA        | 50'17"5    |      |
| 25   | Alojz Pavlič        | MBA        | +1 Vuelta  |      |
| 26   | Zbyněk Havrda       | MBA        | +1 Vuelta  |      |
| 27   | Wolfgang Glawaty    | Rora       | +1 Vuelta  |      |
| 28   | Paolo Santorini     | MBA        | +3 Vueltas |      |
| Ret  | Peter Looijesteijn  | MBA        | Ret        |      |
| Ret  | Patrick Hérouard    | MBA        | Ret        |      |
| Ret  | Ángel Nieto         | Minarelli  | Ret        |      |
| Ret  | Rino Zuliani        | MBA        | Ret        |      |
| Ret  | August Auinger      | MBA        | Ret        |      |
| Ret  | Willy Pérez         | MBA        | Ret        |      |
| Ret  | Peter Baláž         | MBA        | Ret        |      |
| Ret  | Loris Reggiani      | Minarelli  | Ret        |      |
| Ret  | Jean-Claude Selini  | MBA        | Ret        |      |
| Ret  | Ernst Fagerer       | MBA        | Ret        |      |
| Ret  | Zdenêk Zidlik       | Morbidelli | Ret        |      |
| Ret  | Reiner Koster       | MBA        | Ret        |      |